# NGC 116
NGC 116 je galaksija u zviježđu Kit.

## Vanjske poveznice
- SEDS: NGC 0116